# Nesuhi Ertegün
 (janvier 2018).
Si vous disposez d'ouvrages ou d'articles de référence ou si vous connaissez des sites web de qualité traitant du thème abordé ici, merci de compléter l'article en donnant les références utiles à sa vérifiabilité et en les liant à la section « Notes et références ».
Nesuhi Ertegün (Istanbul, 26 novembre 1917 - New York, 15 avril 1989) est un producteur de jazz et ancien dirigeant de la compagnie phonographique américaine Atlantic Records.